# Nicolaas Lobry
Nicolaas Lobry (Zutphen, 16 mei 1766 - Leeuwarden, 22 maart 1818) was een Nederlandse predikant.

## Leven en werk
Lobry werd in 1766 in Zutphen geboren als zoon van Laurens Morange Lobry en van Elisabeth Schrader. Hij studeerde theologie aan de universiteiten van Utrecht en van Leiden. Na zijn afstuderen in 1787 was hij achtereenvolgens hervormd predikant van Brakel, Avezaath, Zaandijk, Vollenhoven, Gorinchem en Leeuwarden.
Lobry was een van de samenstellers van het nieuwe Algemeen Reglement voor het bestuur der Nederlandsche Hervormde Kerk in het Koningrijk der Nederlanden. Daarbij bepleitte hij een tweetal zaken, te weten de verkleining van de grootte van de classes en geen deelname van ouderlingen als lid van de synode. In 1816 en 1817 was hij lid van de synode van de Nederlandse Hervormde Kerk.
Behalve predikant was Lobry ook een particuliere kostschoolhouder. Hij onderwees "jongelui van goeden huize" in diverse vakken "ter voltooiing van hun opvoeding". De latere uitgever Isaac Anne Nijhoff was een van zijn leerlingen.
Lobry was driemaal gehuwd met achtereenvolgens Henrica Aleida Augusta Exalto d'Almaras, Jansje Frederica Adama en Elisabeth Catharina van der Haar. Hij overleed in maart 1818 op 51-jarige leeftijd in zijn standplaats Leeuwarden. Ter gelegenheid van zijn begrafenis werd een speciale cantate gecomponeerd door Jean Josephus des Communes (1759-1843), waarvan de beginregels luidden: "Vloei ô dierbre vloed van tranen! geef den engen boezem lucht!".